# جایزه بزرگ ایالات متحده ۱۹۶۰
جایزه بزرگ ایالات متحده ۱۹۶۰ (انگلیسی: ‎1960 United States Grand Prix‎)، که به‌طور رسمی با نام سومین جایزه بزرگ ایالات متحده شناخته می‌شود، یک مسابقهٔ موتوری در رشتهٔ اتومبیل‌رانی فرمول یک بود که در تاریخ ۲۰ نوامبر ۱۹۶۰ در پیست مسابقه بین‌المللی ریورساید واقع در ریورساید، کالیفرنیا، ایالات متحده برگزار شد. این گراند پری در میان ۱۰ گراند پری در فصل ۱۹۶۰، مسابقهٔ شمارهٔ ۱۰ بود.
در این مسابقه که در ۷۵ دور و به مسافت ۳۹۵٫۳۲۵ کیلومتر (۲۴۵٫۶۴۴ مایل) برگزار شد، پول پوزیشن توسط استیرلینگ ماس کسب شد و سریع‌ترین زمان برای طی یک دور پیست که برابر با ۱:۵۶٫۳ بود نیز توسط جک برابام به ثبت رسید.
استیرلینگ ماس از تیم لوتوس-کلیمکس، اینس ایرلند از تیم لوتوس-کلیمکس و بروس مک‌لارن از تیم کوپر-کلیمکس به‌ترتیب مقام‌های اول تا سوم مسابقه را کسب کردند.

## رده‌بندی قهرمانی پس از مسابقه
|       | جایگاه | راننده        | امتیاز  |
| ----- | ------ | ------------- | ------- |
|       | ۱      | جک برابام     | ۴۳      |
|       | ۲      | بروس مک‌لارن   | ۳۴ (۳۷) |
| ۲     | ۳      | استیرلینگ ماس | ۱۹      |
|       | ۴      | اینس ایرلند   | ۱۸      |
| ۲     | ۵      | فیل هیل       | ۱۶      |
| منبع: |        |               |         |

|       | جایگاه | سازنده       | امتیاز  |
| ----- | ------ | ------------ | ------- |
|       | ۱      | کوپر-کلیمکس  | ۴۸ (۵۸) |
|       | ۲      | لوتوس-کلیمکس | ۳۴ (۳۷) |
|       | ۳      | فراری        | ۲۶ (۲۷) |
|       | ۴      | بی‌آرام       | ۸       |
|       | ۵      | کوپر-مازراتی | ۳       |
| منبع: |        |              |         |

یادداشت
- تنها پنج جایگاه نخست از هر رده‌بندی نمایش داده شده‌است.